# Dopalacz (lotnictwo)

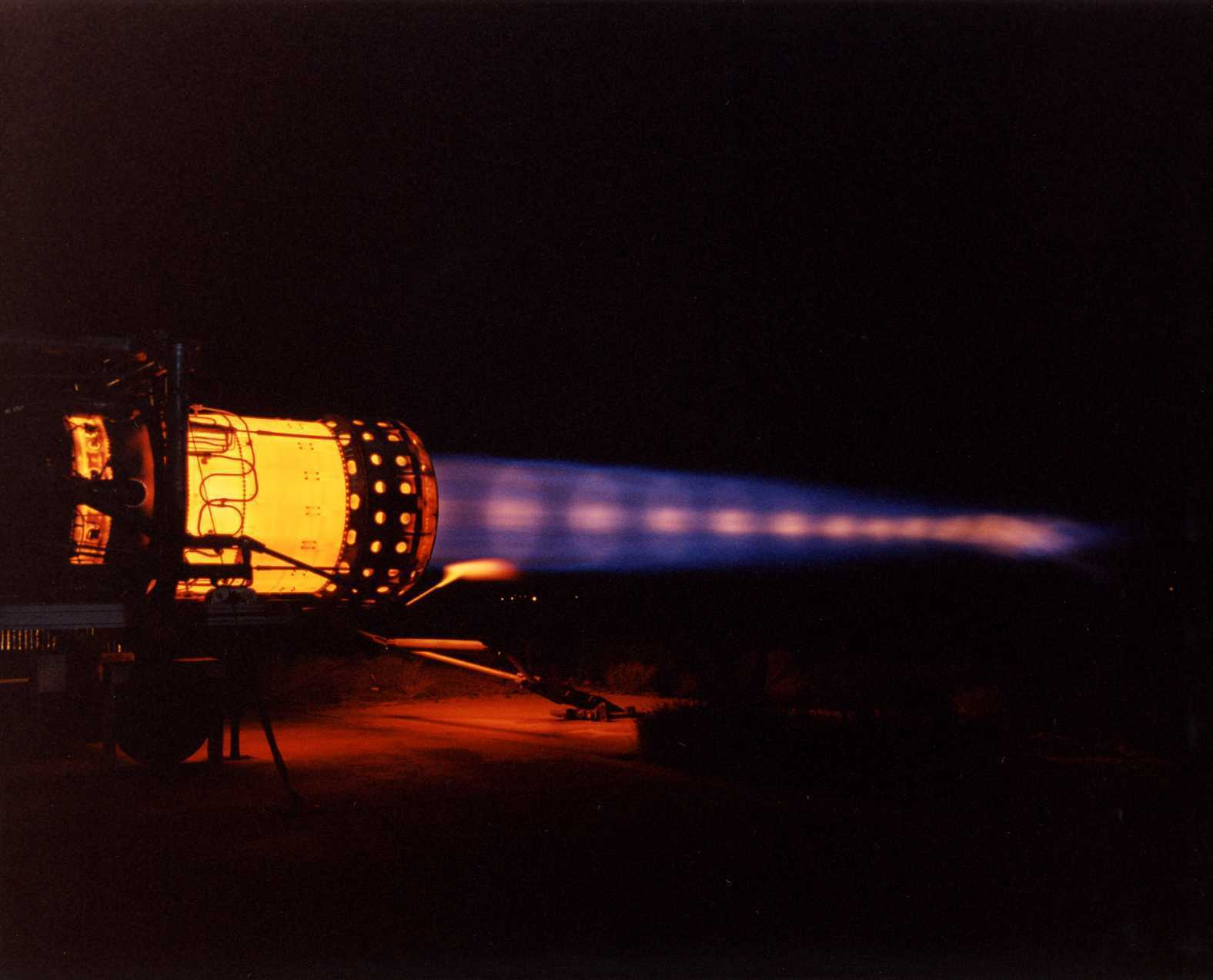
Pracujący dopalacz silnika turboodrzutowego. Widoczny strumień gazu o wysokiej temperaturze i efekty powstającego na wylocie z dyszy układu fal uderzeniowych (tzw. diamenty Macha).

Dopalacz – urządzenie stosowane w samolotach bojowych (wyjątkowo w cywilnych - samolot Concorde, Tu-144) w celu zwiększania ciągu silnika turboodrzutowego, poprzez spalanie dodatkowego paliwa za turbiną. Daje to przyrost ciągu o kilkadziesiąt procent.
Dopalacz to zestaw urządzeń (pompy paliwa, wtryskiwacze, stabilizatory płomienia, dysza wylotowa z regulowanym polem przekroju, układ automatycznej regulacji) stosowany w silnikach turboodrzutowych w celu realizacji procesu dopalania (pewna część tlenu przechodzi przez turbinę) polegającego na wtryskiwaniu i spalaniu strumieniowo dodatkowej ilości paliwa za turbiną, w celu podwyższenia temperatury oraz zwiększenia ciśnienia przepływających gazów. Włączeniu dopalania towarzyszy odpowiednie automatyczne zwiększenie przekroju dyszy wylotowej. Powiększenie pola przekroju dyszy jest bezpośrednim źródłem przyrostu ciągu o nawet ponad 50%, co zależy od typu i konstrukcji silnika oraz od warunków lotu.
Ze względu na niską sprawność termodynamiczną (wynikającą z niskiego już stosunkowo stopnia sprężania za turbiną) i związane z tym wysokie zużycie paliwa (na jednostkę ciągu) dopalanie włączane jest tylko w niektórych fazach lotu (start, przyśpieszanie, fragmenty misji bojowej). Wyjątkiem jest SR-71, którego szczególnej konstrukcji dopalacze używane były do pracy ciągłej.
Zaletą dopalacza jest to, że:
- Spalenie dodatkowej porcji paliwa następuje za turbiną (co pozwala na większą żywotność łopatek turbiny), narażona na wysoką temperaturę jest jedynie nieruchoma dysza silnika
- W stosunku do uzyskanego zwiększenia ciągu nie rosną wymiary zewnętrzne silnika (szczególnie jego średnica) - co ułatwia zabudowę silnika w zwartym płatowcu jakim jest samolot myśliwski czy samolot myśliwsko-bombowy.